# مين تشي هونغ
مين تشي هونغ ((بالصينية: 洪明奇) ولد 4 سبتمبر 1950) هو عالم الأحياء الجزيئية والباحث في مجال السرطان. وهو أستاذ ورئيس قسم علم الأورام الجزيئي والخلوي في جامعة تكساس إم دي أندرسون للسرطان في هيوستن، تكساس.
انتخب عضوا في أكاديمية تايوان سينيكا في عام 2002.
حصل على البكالوريوس والماجستير في الكيمياء والكيمياء الحيوية من جامعة تايوان الوطنية في تايبيه، تايوان.
في عام 1983، وحصل على شهادة الدكتوراه في الكيمياء الحيوية من جامعة برانديز في الولايات المتحدة.
في عام 1984 كان يعمل في معهد ماساتشوستس للتكنولوجيا، تحت إشراف العالم الشهير الأحياء الجزيئية الدكتور روبرت أ. واينبرغ.
في عام 2006 أصبح مديرا فخريا لمركز الطب الجزيئي في مستشفى جامعة الصين الطبية.